# Месхи, Гела Раулович
Ге́ла Рау́левич Ме́схи (род. 13 мая 1986, Москва, РСФСР, СССР) — российский актёр театра и кино.

## Биография

### Ранние годы
Гела Месхи родился 13 мая 1986 года в Москве. Отец — Рауль Севарович Месхи, имеет грузинские и испанские корни, инженер-проектировщик, в своё время перебрался в Москву из грузинского посёлка Сачхере (в ста километрах от Тбилиси). Мать — Марина Антоновна, русская, работала в ЖЭКе. Родители познакомились в Москве, сына при рождении планировали назвать Рокки Джуниор, но остановились на имени Гела. Фамилия Месхи — грузинская. Но Гела Месхи считает себя русским.
В школьные годы увлекался спортом — футболом, настольным теннисом, греко-римской борьбой. Участвовал в художественной самодеятельности.
Однажды учительница по литературе организовала в школе конкурс чтецов, и Месхи занял в нём первое место. Учительница отвела его в Московский молодёжный театр-студию Вячеслава Спесивцева «На Красной Пресне». Там Месхи задумался о поступлении в театральный институт.
После окончания средней школы в 2003 году Месхи поступил в ГИТИС на курс Владимира Алексеевича Андреева. Проучившись год, понял, что его очень расхолаживает отсутствие строгости у мастера, поэтому забрал документы и снова отправился поступать. В 2004 году был принят во ВГИК, в мастерскую Владимира Александровича Грамматикова, от которого он тоже ждал жёсткости, но этого также не случилось. Тогда он снова забрал документы. В 2005 году Месхи поступил, а в 2009 году окончил актёрский факультет Школы-студии (института) имени Вл. И. Немировича-Данченко при МХТ имени Чехова (руководитель курса — Константин Аркадьевич Райкин). Во время учёбы участвовал во многих постановках учебного театра, был занят в спектаклях «Валенсианские безумцы», «Молчание — золото», «Похищение Собинянинова», «Гамлет».

### Карьера
В 2009—2011 годах работал в труппе Московского драматического театра имени К. С. Станиславского под руководством Александра Владимировича Галибина, в котором был задействован в спектаклях «Троянской войны не будет», «7 дней до потопа» и «Ромео и Джульетта».
В 2009 году начал сниматься в заглавной роли в художественном фильме Юрия Кары «Гамлет. XXI век». За исполнение этой роли по итогам 8-го фестиваля кино и театра «Амурская осень» в Благовещенске Месхи получил приз за «Лучшую мужскую роль в кино».
В 2010 году в российский прокат вышли фильмы с участием Месхи: кинолента Мгера Мкртчяна «Взрослая дочь, или Тест на…» и фильм-спектакль «Комедианты», снятый Александром Галибиным и Игорем Волосецким.
Популярность актёру принёс телесериал режиссёра Рамиля Сабитова «Физика или химия», повествующий о буднях современной школы, премьера которого состоялась в августе 2011 года. Месхи исполнил в нём роль Алекса Вайнштейна, старшеклассника, испытывающего симпатию к учительнице Ирине Некрасовой.
В 2013 году сыграл главную роль в многосерийном телевизионном фильме «Сын отца народов», посвящённом судьбе Василия Сталина. О своём участии в фильме актёр сказал:
За время съёмок от эмоциональных потрясений, которые я переживал вместе с моим героем, я поправился на десять килограммов. Кроме того, за время съёмок режиссёр не раз ставил передо мной, казалось бы, невыполнимые задачи. Я впервые сел за руль автомобиля. А у меня тогда даже прав не было. Но благодаря консультанту по вождению я справился с задачей.
В 2013—2014 годах вместе с актрисой Екатериной Климовой снимался во Львове в приключенческом шпионском телесериале Сергея Гинзбурга «Волчье солнце».

### Личная жизнь
5 июня 2015 года Гела Месхи женился на актрисе Екатерине Климовой. 30 сентября того же года у пары родилась дочь Изабелла. 27 мая 2019 года Климова подала заявление о разводе в Хамовнический суд Москвы, решением которого от 28 июня брак был расторгнут.

## Творчество

### Театр
Школа-студия МХАТ (учебный театр МХТ имени А. П. Чехова)
Дипломные спектакли:
- «Валенсианские безумцы» по комедийной пьесе «Валенсианская вдова» Лопе де Вега (режиссёр-педагог — Елена Бутенко-Райкина) — Либерто, альгвасил / Верино, врач
- «Гамлет» по одноимённой трагедии Уильяма Шекспира (режиссёр — Марина Брусникина) — Розенкранц / Марцелл / Озрик / Вольтиманд / актёр
- «Молчание — золото» Педро де Кальдерона —Дон Луис, жених Леонор
- «Похищение Собинянинова» по одноимённой пьесе Петра Гладилина (режиссёр-педагог — Елена Бутенко-Райкина) —
- «Будущие лётчики», класс-концерт — конькобежец

Московский драматический театр имени К. С. Станиславского
- «Троянской войны не будет» по одноимённой пьесе Жана Жироду — моряк[13]
- «7 дней до потопа» по пьесе братьев Пресняковых — волчонок
- «Ромео и Джульетта» по одноимённой трагедии Уильяма Шекспира (режиссёр — Сергей Алдонин) — Бенволио

Международный театральный фестиваль имени А. П. Чехова
- 2011 — «Буря» по одноимённой пьесе Уильяма Шекспира (режиссёр — Деклан Доннеллан, Великобритания) — боцман

Московский губернский театр
- 2017 — «Сирано де Бержерак» по одноимённой пьесе Эдмона Ростана (режиссёр, автор сценической версии — Сергей Безруков; новая версия спектакля в обновлённом составе) — Сирано де Бержерак[14]

Антрепризы
- «Лев зимой», по одноименной пьесе Джеймса Голдмена The Lion In Winter, реж. С. Гинзбург, Продюсерская компания «М-АРТ» — Генрих II Плантагенет

### Фильмография
- 2009 — Гамлет. XXI век — Гамлет
- 2010 — Взрослая дочь, или Тест на… — хулиган
- 2010 — Комедианты (фильм-спектакль) — театральный режиссёр[12]
- 2010 — Троянской войны не будет (фильм-спектакль) — моряк
- 2011 — Таджикские страсти — Курбеде[12]
- 2011 — Физика или химия — Алекс Вайнштейн, брат Марии
- 2012 — Astra, я люблю тебя (новелла «Угонщик») — угонщик
- 2012 — Всё просто — Егор
- 2012 — ЧС (Чрезвычайная ситуация) — друг Искандера
- 2013 — Милосердие (короткометражный)
- 2013 — Сын отца народов — Василий Иосифович Сталин, советский военный лётчик
- 2014 — Волчье солнце — Януш Галецкий, поручик / Михаил Останин, чекист
- 2015 — Выстрел — Максим Белоусов, биатлонист
- 2015 — Опекун — Иван
- 2016 — Вышибала — Александр Чижов (Чижик), самбист
- 2016 — Чёрная кошка — Иван Мишин, бригадир токарей на оборонном заводе в Красногорске, главарь банды «Чёрная кошка» (прототип — Иван Митин)
- 2017 — Мужики и бабы (не завершён)
- 2018 — Посольство — Геннадий Маркович Веденеев, первый секретарь посольства РФ в Каледонии
- 2018 — Собибор — Семён Моисеевич Розенфельд, узник нацистского лагеря смерти «Собибор»
- 2019 — Детство (короткометражный)
- 2019 — Донбасс. Окраина — Анатолий Ткаченко, ополченец ДНР
- 2019 — Миллиард — Георгий, внебрачный сын банкира Матвея Левина, строитель-бульдозерист
- 2019 — Ни шагу назад! — Александр Рай, майор РККА
- 2019 — С мячом в Британию (документальный фильм) — Василий Михайлович Карцев, советский футболист[15]
- 2019 — Спасти Ленинград — Вадим Петручик, капитан госбезопасности, следователь НКВД
- 2019 — Сторож — сын
- 2020 — Ни шагу назад! 2: На линии фронта — Александр Рай, майор РККА
- 2021 — В клетке 2 — Гурам
- 2021 — Лётчик — майор
- 2021 — Топи — Иван, сын главы химзавода Виталия Вениаминовича Алябьева (Хозяина)
- 2022 — 1941. Крылья над Берлином — Владимир Коккинаки, лётчик-испытатель
- 2022 — Детектор — Константин Павлов, оперуполномоченный полиции
- 2022 — ЮЗЗЗ — Кока, главарь банды
- 2023 — Как звёзды — Кастальский
- 2023 — Помилование — майор Казарин
- 2023 — С красной строки (короткометражный) — Алексей
- 2023 — Финт Боброва (документальный) — болельщик
- 2024 — Берлинская жара (в производстве) — Франс Хартман
- 2024 — Точка опоры (в производстве)
- 2024 — ЮЗЗЗ 2 (в производстве) — Кока
- 2025 — Лихие — Игорь Кармазов

### Роли в видеоклипах
- 2017 — «Я — луна» — Анастасия Задорожная